# William De Smet
William De Smet (Brecht, 17 mei 1995) is een Belgisch zeiler.

## Biografie
William begon op tienjarige leeftijd te zeilen in de Optimist-klasse en in 2008 nam hij aan zijn eerste internationale wedstrijden deel. In 2010 stapte hij over op de Laser 4.7-klasse, waarin hij verschillende prijzen behaalde. Een jaar later ging hij door op de Laser Radial. 
In 2012 werd hij lid van het VYF Talent Team van de Vlaamse Yachting Federatie. Sinds oktober 2014 maakt hij deel uit van het VYF Olympic Team.
In mei 2014 werd hij Belgisch Kampioen in de Laser Radial-klasse en in juli van hetzelfde jaar won hij in dezelfde klasse brons op de Wereldkampioenschappen 2014 in Polen, na de Polen Stelmaszyk Jonasz en Rudawski Marcin.
Later in 2014 stapte hij over op de Laser Standard-klasse.
De Smet studeerde sportwetenschappen aan de Arteveldehogeschool in Gent. Hij nam in Parijs 2024 deel in de ILCA 7-klasse, en werd 22e. 

## Palmares

### Laser Standard

#### 2015
- World Cup 2015, Qingdao, China: 23e
- World Championship 2015, Medemblik, Nederland: 8e
- European Championship 2015, Arhus, Denemarken: 64e
- World Championship 2015, Kingston, Canada: 74e
- Garda Trentino Olympic Week 2015: 50e
- Andalusian Olympic Week 2015: 14e
- Miami World Cup: 73e

#### 2014
- Laser, RS:X-Windsurfer, Techno 293 - Regata de Nuevo Año 2014, Cadiz:

### Laser Radial

#### 2014
- Open Dutch Championships:
- Olympic Test Event Rio, Brazil: 22e
- Laser Radial WK 2014, Polen: , 1e Belg
- Europacup Laser 2014 Warnemünde:
- Europacup Laser & Open Belgisch Kampioenschap 2014 Nieuwpoort:
- Europacup Laser 2014 Marseille: , 1e Belg
- Andalusian Olympic Week 2014:

#### 2013
- Laser Radial Youth World Championships 2013, Oman: 6e, 1st Belg
- Laser European & World Championships 2013, Dublin: 8e WK, 5e WK U21, 6e EK, 1e Belg
- ISAF Youth Sailing World Championshop 2013: 9e
- Euro Radial Youth 2013 Croatia: 7e, 1e Belg
- Europacup 2013 Hoorn: , 2e U19, 1e Belg
- Dutch Youth Regatta 2013: , 1e Belg
- United 4 Sailing 2013 Workum, Nederland: , 1e Belg
- Europacup Laser 2013 Le Havre: 4e, 1e Belg
- Andalusian Olympic Week 2013: 7e, 1e Belg

#### 2012
- Belgisch Kampioenschap 2012:
- Nederlands Kampioenschap 2012:
- Europacup Laser Youth 2012 Nieuwpoort: 5e, 1e Belg
- Topsport Vlaanderen Regatta Nieuwpoort 2012: 5e
- Dutch Youth Regatta 2012: 8e, 1e Belg
- United 4 Sailing 2012 Workum, Nederland: 8e, 1e Belg
- United 4 Sailing 2012 Medemblik, Nederland: 33e
- Europacup 2012 Martigues: 17e

#### 2011
- Belgisch Kampioenschap 2011
- Engels Kampioenschap 2011, Weymouth: 23e
- United 4 Sailing 2011 Workum, Nederland: 21e
- Nederlands Kampioenschap 2011: 19e

### Laser 4.7

#### 2011
- Europacup 2011 La Rochelle, Frankrijk: 12e, 1e Belg
- United 4 Sailing 2011 Workum, Nederland:
- Dutch Youth Regatta 2011: , 1e Belg
- EK 2011 Workum, Nederland: 5e, 1e Belg
- WK 2011 San Francisco, VS:

#### 2010
- Belgisch Kampioenschap 2010
- Engels Kampioenschap 2010 , 1e belg

### Optimist

#### 2010
- EK 2010 Polen

#### 2009
- WK 2009 Nitéroi, Brazilië

#### 2008
- EK 2008 Riva, Italië

## Onderscheidingen
- 2011: Young sailor of the year KBYV: 2e
- 2012: Belgian Sailing Awards: Most Promising Sailor